# Bundesstraße 458
Die Bundesstraße 458 (Abkürzung: B 458) ist eine deutsche Bundesstraße im Bundesland Hessen. Sie führt von Fulda (B 27) in die Rhön, wo sie in Batten auf die B 278 trifft und endet. Die Länge beträgt rund 33 Kilometer. Der höchste Punkt der Strecke ist das „Grabenhöfchen“ mit rund 680 m ü. NN, gleichzeitig die Passhöhe an der Wasserscheide zwischen Fulda und Werra.
Besonders interessant sind die Landschaft der Rhön (Attraktionen in der Nähe sind Milseburg, Steinwand und Wasserkuppe) sowie die sehr großzügige Trassierung der Strecke mit großen Querschnitten, weiten Radien, und einigen planfreien Knotenpunkten.